# Karl Burger
Karl Schumm Burger (26 de desembre de 1883 - 3 d'octubre de 1959) fou un futbolista alemany de la dècada de 1910.
Fou 11 cops internacional amb la selecció alemanya amb la qual participà en els Jocs Olímpics d'Estiu de 1912.
Pel que fa a clubs, defensà els colors de Sportfreunde Stuttgart, Schwaben Augsburg i Fürth.